# Jochen Schropp

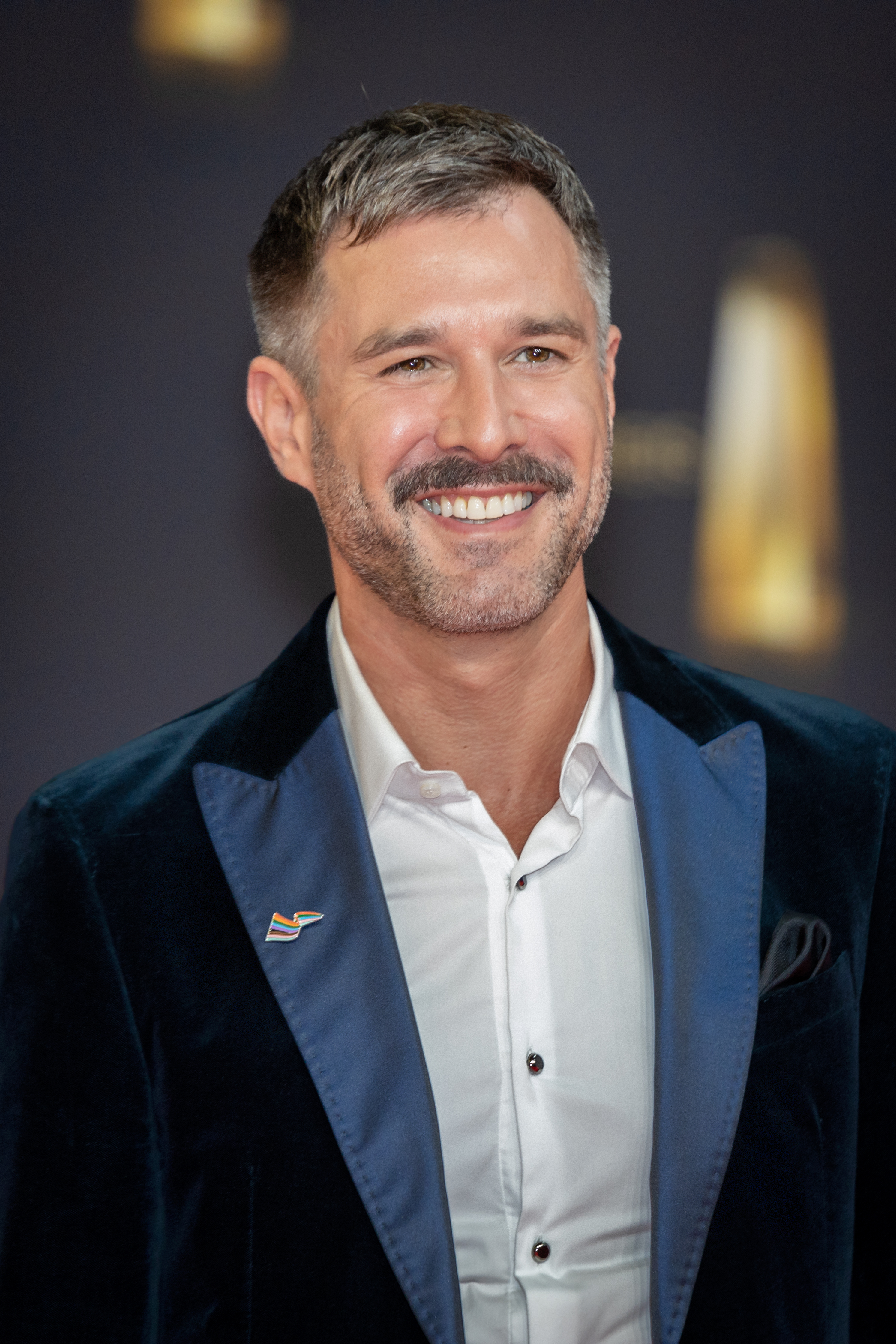
Jochen Schropp beim Deutschen Fernsehpreis 2022

Jochen Alexander Schropp (* 22. November 1978 in Lahn-Gießen) ist ein deutscher Schauspieler und Fernsehmoderator.

## Leben und Karriere
Schropp wurde 1978 als Sohn eines Lehrers und einer Arzthelferin in Gießen geboren. Im Alter von 15 Jahren machte der in Langgöns aufgewachsene Schropp seine ersten Erfahrungen im Rahmen eines Schülerpraktikums bei der ZDF-Kindernachrichtensendung logo!. Nach einem Highschool-Jahr in Visalia, Kalifornien, wo er erste Schauspielerfahrungen sammelte, spielte er am amerikanischen Theater in Gießen. Nebenbei arbeitete er auch als Kleindarsteller, Komparse und in der Werbung und begann beim Hessischen Rundfunk in Frankfurt am Main eine Gesangs- und Sprecherausbildung. Nach seinem Abitur an der Weidigschule in Butzbach leistete er in einem Dialysezentrum in Gießen seinen Zivildienst. Nach einem Musical-Workshop in Hamburg studierte er zweieinhalb Jahre an Paul McCartneys Liverpool Institute for Performing Arts (LIPA) in Großbritannien. Die Ausbildung beendete er vorzeitig. Im Jahr 2000 berichtete er für den Sender RTL II von der Love Parade.
Seine erste größere Rolle erhielt er in der ARD-Vorabendserie Sternenfänger, in der er zusammen mit Nora Tschirner, Oliver Pocher und Florentine Lahme spielte. Er nimmt seither an Drehbuchlesungen teil, arbeitet als Sprecher und Moderator, etwa beim Filmfestival Max-Ophüls-Preis in Saarbrücken oder als Moderator der Verleihung des Kurzfilmbären auf der Berlinale. Im März 2005 spielte er eine Rolle in der Komödie Popp Dich schlank!, für die er zwölf Kilogramm Körpermasse zulegen musste. Ende 2006 hatte er eine Rolle der ARD-Serie Zwei Engel für Amor, die im Folgejahr für den Adolf-Grimme-Preis nominiert war. Seit 2007 übernahm er überdies Hauptrollen in diversen ZDF-Fernsehfilmen und verkörperte in acht Folgen den Rechtsmediziner im Polizeiruf 110 in Halle.
Neben der Schauspielerei moderierte er für das Berliner Lifestyle-Web-TV Luxity.TV und widmete sich wieder vermehrt der Moderation. 2010 bis 2012 moderierte er die deutsche Version von X Factor für VOX. 2011 kamen Jeder Stein zählt – Die Lego Familienshow und Wer is(s)t besser? dazu. Außerdem war er für den Deutschen Fernsehpreis 2011 in der Kategorie „Publikumspreis für den besten Entertainer“ nominiert. 2014 wechselte er zu ProSiebenSat.1 Media. Dort löste er als neues Gesicht des Formats Promi Big Brother Oliver Pocher ab. Bei Sat.1 moderierte er auch die Improcomedy-Show Jetzt wird’s schräg sowie die Spielshow Himmel oder Hölle auf ProSieben. 2020 moderierte er auf Sat.1 die Neuauflage der Show Big Brother. Außerdem war er 2020 als Hummer bei der dritten Staffel der ProSieben-Sendung The Masked Singer zu sehen. Im selben Jahr ging der begeisterte Hobbykoch aus der ersten Staffel der Kochshow MasterChef Celebrity auf Sky One als Sieger hervor.
Mehrfach war Schropp Gast bei Lafer! Lichter! Lecker!. Er war Gast in Fernsehsendungen wie im Neo Magazin Royale, bei Markus Lanz, CATCH! Die Deutsche Meisterschaft im Fangen, Die! Herz! Schlag! Show!, Das Duell um die Welt – Team Joko gegen Team Klaas und Joko & Klaas gegen ProSieben.
Gemeinsam mit der Diplom-Psychologin und Psychotherapeutin Miriam Junge veröffentlichte er im Jahr 2022 das Buch Queer as fuck: Selbstbestimmung, Sex und Sichtbarkeit – und warum ihr nicht so tolerant seid, wie ihr denkt im EMF Verlag. In dem Buch untersucht Jochen Schropp anhand seiner eigenen Lebensgeschichte, wie tolerant die Gesellschaft im Hinblick auf queere Themen ist.

## Privatleben und soziales Engagement
Er lebt seit 2001 in Berlin und ist seit Frühjahr 2018 mit seinem Partner liiert. Im März 2022 hat das Paar geheiratet. Seit 2009 unterstützt er die SOS-Kinderdörfer. 2012 und 2020 spendete er Gewinnsummen aus den Fernsehsendungen Promi-Kocharena und MasterChef Celebrity an die Organisation und unterstützte sie 2014, indem er die Vorpremiere des Musicals Das Wunder von Bern moderierte. Im Februar 2021 war Schropp Teil der Initiative #ActOut im SZ-Magazin, zusammen mit 184 anderen lesbischen, schwulen, bisexuellen, queeren, intergeschlechtlichen und transgender Personen aus dem Bereich der darstellenden Künste.

## Filmografie (Auswahl)
- 2002: Abschnitt 40 (Fernsehserie, Folge Feiertage)
- 2002: Sternenfänger (Fernsehserie, 26 Folgen)
- 2003: Der Fußfesselmörder (Fernsehfilm)
- 2003: Der kleine Mönch (Fernsehserie, 6 Folgen)
- 2004: SOKO Wismar (Fernsehserie, Folge Maskenball)
- 2005: Popp Dich schlank! (Fernsehfilm)
- 2005–2006: Alphateam – Die Lebensretter im OP (Fernsehserie, 26 Folgen)
- 2006: In aller Freundschaft (Fernsehserie, Folge Mein fremder Mann)
- 2006: Zwei Engel für Amor (Fernsehserie, 16 Folgen)
- 2007: Kein Geld der Welt (Fernsehfilm)
- 2007: Rosamunde Pilcher: Sieg der Liebe (Fernsehreihe)
- 2008: Inga Lindström: Rasmus und Johanna (Fernsehreihe)
- 2008: SOKO Leipzig (Fernsehserie, Folge Maskenball)
- 2008: Kreuzfahrt ins Glück: Hochzeitsreise nach Florida (Fernsehreihe)
- 2008–2012: Polizeiruf 110 (Fernsehreihe)  siehe → Schmücke und Schneider (Dr. Stabroth)
- 2009: Hallo Robbie! (Fernsehserie, Folge Sturzflüge)
- 2009: Großstadtrevier (Fernsehserie, Folge Hafenpastor – Der Schein trügt)
- 2009: Rosamunde Pilcher: Eine Liebe im Herbst
- 2009: Meine wunderbare Familie (Fernsehserie, Folge Alle unter einem Dach)
- 2010: Der Bergdoktor (Fernsehserie, Folge Zwischen den Stühlen)
- 2011: Countdown – Die Jagd beginnt (Fernsehserie, Folge Der Bruch)
- 2011: Lindburgs Fall (Fernsehfilm)
- 2012, 2014: Notruf Hafenkante (Fernsehserie, verschiedene Rollen, 2 Folgen)
- 2013: Rosamunde Pilcher: Die versprochene Braut
- 2014: Kreuzfahrt ins Glück: Hochzeitsreise nach Dubai
- 2015: Marcel über den Dächern (Kino)
- 2015: Mila (Fernsehserie, 6 Folgen)
- 2016: Familie Dr. Kleist (Fernsehserie Staffel 6, Folge 13)
- 2017: Schatz, nimm Du sie! (Kino)
- 2017: Rosamunde Pilcher: Fast noch verheiratet
- 2017: Im Knast (Fernsehserie, Folge Der Schuss)
- 2019: Bettys Diagnose (Fernsehserie, Folge Herz oder Verstand)
- 2020: Enfant Terrible (Kino)
- 2020: Herzkino.Märchen: Schneewittchen am See (Fernsehreihe)
- seit 2022: Tiere bis unters Dach (Fernsehserie)
- 2024: Lena Lorenz: Kreuz und queer (Fernsehreihe)

## Moderation

### Fortlaufend
- seit 2014: Promi Big Brother, Sat.1 – zusammen mit Marlene Lufen (seit 2018)
- seit 2018: Sat.1-Frühstücksfernsehen, Sat.1 (Vertretung)
- 2020, seit 2024: Big Brother, Sat.1 und sixx

### Ehemals/Einmalig
- 2010–2012: X Factor, RTL / VOX
- 2011: Jeder Stein zählt – Die LEGO Familienshow, VOX
- 2011: Wer is(s)t besser?, VOX
- 2012: Ein Bus voller Bräute, VOX[10]
- 2012: Das perfekte Model: Die Final-Show, VOX[11]
- 2012–2016: Teddy Award, Arte
- 2013: Gewinne ein neues Leben – Die Auswanderershow, VOX
- 2013: Die tierischen 10, VOX – zusammen mit Martin Rütter
- 2013: Grill den Henssler, VOX
- 2014: Tohuwabohu, ZDFneo
- 2014–2015: Himmel oder Hölle, ProSieben
- 2014–2015: Science of Stupid – Wissenschaft der Missgeschicke, National Geographic Channel
- 2014–2016: Jetzt wird’s schräg, Sat.1[12]
- 2015: Plötzlich Krieg? – Ein Experiment, ZDFneo
- 2015: Die große Revanche, Sat.1
- 2016: Reingelegt – Die lustigsten Comedy-Fallen, Sat.1
- 2017: Schropp Lass Nach! – Web-Format, YouTube-Kanal World Wide Wohnzimmer
- 2017: Duell der Stars – Die Sat.1 Promiarena, Sat.1
- 2017: Bist du 50.000 Euro wert?, ZDFneo
- 2017: Schätzen Sie mal, Das Erste[13]
- 2017–2018: Das gibt’s doch gar nicht!, Sat.1 (2017) / Sat.1 emotions (2018)
- 2019: Endlich Feierabend!, Sat.1
- 2020–2021: United Voices – Das größte Fanduell der Welt, Sat.1 – zusammen mit Sarah Engels
- 2020: Ranking the Stars, Sat.1
- 2020: Promis unter Palmen – Die große Aussprache, Sat.1
- 2020–2021: Die Festspiele der Reality-Stars – Wer ist die hellste Kerze?, Sat.1 – zusammen mit Olivia Jones
- 2023: Volles Haus! Sat.1 Live, Sat.1 – zusammen mit Jasmin Wagner

## Nominierungen
- 2011: Deutscher Fernsehpreis – Bester Entertainer (Publikumspreis)[14]

## Bücher
- Jochen Schropp, Miriam Junge: Queer as f*ck: Selbstbestimmung, Sex und Sichtbarkeit – und warum ihr nicht so tolerant seid, wie ihr denkt, echtEMF Verlag, München 2022, ISBN 978-3-7459-1087-2